# جيسيكا ديلون
جيسيكا ديلون (بالإنجليزية: Jessica Dillon)‏ هي لاعبة كرة قدم أسترالية، ولدت في 17 يناير 1995 في برث في أستراليا. لعبت مع برث غلوري إف سي.